# IC 4877
IC 4877 је спирална галаксија у сазвјежђу Телескоп која се налази на листи објеката дубоког неба у Индекс каталогу.
Деклинација објекта је - 51° 59' 29" а ректасцензија 19h 37m 55,8s. Привидна величина (магнитуда) објекта IC 4877 износи 13,6 а фотографска магнитуда 14,6. IC 4877 је још познат и под ознакама ESO 232-14, IRAS 19341-5206, PGC 63443.